# Johann Andreas von Traitteur

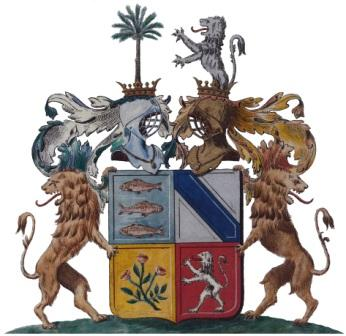
Wappen derer von Traitteur

Johann Andreas Traitteur, ab 1790 Edler von Traitteur (* 30. Juli 1752 in Philippsburg; † 20. Januar 1825 in Bruchsal), war ein deutscher Ingenieur, kurfürstlich pfälzischer Administrationsrat und Baudirektor in Heidelberg und kaiserlich-königlicher Oberstleutnant und Salinenbesitzer zu Bruchsal und Mosbach (1824).

## Familie
Traitteur entstammte dem pfälzischen Adelsgeschlecht Traitteur. Sein Vater war Johann Adam Traitteur aus Maikammer, seine Mutter Eva Elisabeth Duraß aus Weyher in der Pfalz, die Witwe des Philippsburger Hofrats Johann Heinrich Weber (1721–1749). Sie heirateten am 20. Mai 1749 in Philippsburg, wo sie sich auch niederließen. Die Familie hatte sechs gemeinsame Kinder; außerdem brachte die Mutter aus erster Ehe eine Tochter (1747–1752) mit.
Johann Andreas von Traitteur war zweimal verheiratet. Die erste Ehe mit Anna Maria Walther (* 30. April 1752 in Deidesheim), die in Langenbrücken lebte, blieb kinderlos. Vater der Braut war Georgius Adamus Carolus Walther (1738 Advokat in Bruchsal und 1790 Hofrat des Fürstbischofs von Speyer). Die Mutter der Braut war Anna Elisabetha Regina Durass, deren Vater war Johann Jakob Düraß (Durass), ein fürstbischöflicher Hofkammerrat und Kammerdirektor. Die Hochzeit war nach genehmigter Dispens durch Papst Pius VI. vom 19. Juni 1777 – wegen Blutsverwandtschaft im zweiten Grad – am 23. September 1777 in Ubstadt geschlossen worden. Nobilitiert 1790 trug er den Namen Johann Andreas Edler von Traitteur.
Am 17. April 1798 starb seine erste Frau und nur zwei Monate später heiratete er am 21. Juni 1798 in Heidelberg Maria Anna Augusta Janner (auch Jonner) „von Stolzenberg“. Aus dieser zweiten Verbindung gingen sechs Kinder hervor, der Sohn Ferdinand Carl von Traitteur-Brauneberg (getauft am 23. April 1799 in Heidelberg) sowie fünf Töchter. Zwei der Töchter starben kurz nach der Geburt (1804 und 1807). Amalia Christina Carolina heiratete in die Adelsfamilie von Glaubitz, Antonia Maria Anna Philippina ging eine Verbindung mit der Adelsfamilie Göler von Ravensburg ein und die Tochter Marie Philippine Caroline Auguste Valerie heiratete in die Adelsfamilie von Faber.
Johann Andreas’ Bruder, Karl Theodor von Traitteur (1756–1830), war ab 1788 Hofbibliothekar in Mannheim. Gemeinsam mit seinen Brüdern Jacob Georg, Conrad Joseph und Karl Theodor Traitteur wurde er von Kurfürst Karl Theodor von Pfalz-Bayern in München am 14. September 1790 in den Reichsritterstand mit Namensergänzung Edler von Traitteur erhoben. Zu seinen Nachkommen gehörte der Jurist, Beamte und Forchheimer Oberbürgermeister Karlheinz Ritter von Traitteur.

## Leben
Traitteur studierte ab dem 17. November 1772 Rechtswissenschaft an der Universität Heidelberg. Er setzte das Studium am Collége de St. Louis in Metz fort. Als Ingenieur und „Genieoffizier“ kam er zum kurpfälzischen Kontingent. 1787 nennt ihn der kurpfalz–bayerische Hof- und Staatskalender als der „Weltweisheit Doktor der Zivil- und Militärkunst, der praktischen Geometrie ordentlicher öffentlicher Lehrer auch geistlicher Administrationsrat und zweiter Baukommissär, Mitglied der philosophischen Fakultät der Universität Heidelberg.“ Anschließend wechselte er als Oberstleutnant zur österreichischen Armee.
Von 1779 bis 1781 hielt er Vorlesungen über Geometrie. Die Ernennung zum Professor erhielt er am 9. Dezember 1784, zunächst aber ohne Besoldung. Im Mai 1785 trat er die Professur an der Universität Heidelberg an. 1786 wurde er zum Doktor promoviert sowie Dekan der Philosophischen Fakultät, 1790/91 Rektor der Universität Heidelberg. Die Niederlegung der Professur an der Universität Heidelberg erfolgte zum 24. Dezember 1803.
Traitteur war auch Mitglied der Freimaurerloge Carl zur Eintracht in Mannheim.

### Heißluftballonstarts
Traitteur experimentierte über viele Jahre mit unbemannten Heißluftballonen:
- Am 17. Juli 1784, wenige Monate nachdem Joseph Michel Montgolfier bei Paris seine erste bemannte Ballonfahrt ausführte, startete in Leimersheim ein von Traitteur gebauter Ballon. Dieser war aus Papier gefertigt und mit Schnüren verstärkt, 16 Schuh (ca. 4,60 m) hoch und hatte einen Durchmesser von 12 Schuh (ca. 3,50 m). Laut dem eigenen Bericht flog der Ballon etwa 38 Minuten lang.
- In Burrweiler bei Landau in der Pfalz fand am 18. Oktober 1784 ein völkerverbindendes Experiment statt:

„Unter Direktion des kurpfälzischen Raths und Baucommissär Herrn Traitteur wurde heute Nachmitag um halb 4 Uhr (15.30) ein Luftballen genannt Montgolfier […] losgelassen und nahm seine Richtung gegen Süd, weit über den Ort Siebeldingen hinaus […] in einer Höhe, nach optisch und geometrischen Ermessen über 3000 Schuh (ca. 915 m) und nach der genauesten Beobachtung 85 Minuten Dauer, bis er sich in Elmstein niederließ. Seine Inschrift war: Vivant Anna, Philippus, Damianus, Ervinus, Sophia, Carolina, comites a Petra, in terris Longaevi, in stellis perpetui und Vivent le Roi, la Reine et Monseigneur le Dauphin, du sang royal Bourbon-Autrichien. Viele Tausend Zuschauer, Deutsche, Franzosen bezeigten das lebhafteste Vergnügen und gaben Herrn Rath das verdiente Lob, daß er wirklich in Europa einer der größten Kenner der Aerostatik sei, so wie auch unstrittig der Hydrostatik, wie er die überzeugendsten und ewig denk- und Dankwürdigen Proben und Werke gemacht hat.“

- 1786, zum 400-jährigen Heidelberger Universitätsjubiläum, übernahm Traitteur die Herstellung der Illumination für 600 Gulden Honorar. Im Beisein von Luise Prinzessin von Baden, der späteren Frau des Zaren Alexander I., ließ er einen Ballon starten, was ihm aber nicht völlig gelang und Spottverse der zahlreichen Schaulustigen einbrachte. Die Verse werden bis zum heutigen Tag in diversen Regional- und Pfalzpublikationen zitiert:

Herr Tretter, Herr Tretter,

de Luftballon schlagt wedder.

Hätt er unne meh uffgeblose,

wär er owwe nit angestoße.
- Weitere Ballonstarts fanden am 20. Juli 1803 von der Saline in Bruchsal im Beisein von Großherzog Karl Friedrich von Baden statt. Der Ballon flog eine Stunde und landete im „Württembergischen“. Genau zwei Monate später, am 20. September 1803, ließ Traitteur erneut von der Bruchsaler Saline, diesmal im Beisein des schwedischen Königs Gustav IV. Adolf und seiner Gemahlin Sophie Magdalene von Dänemark, einen Ballon aufsteigen, der erst nach 12 Stunden Flugzeit in Wissembourg landete.[9][10]

### Bautätigkeiten

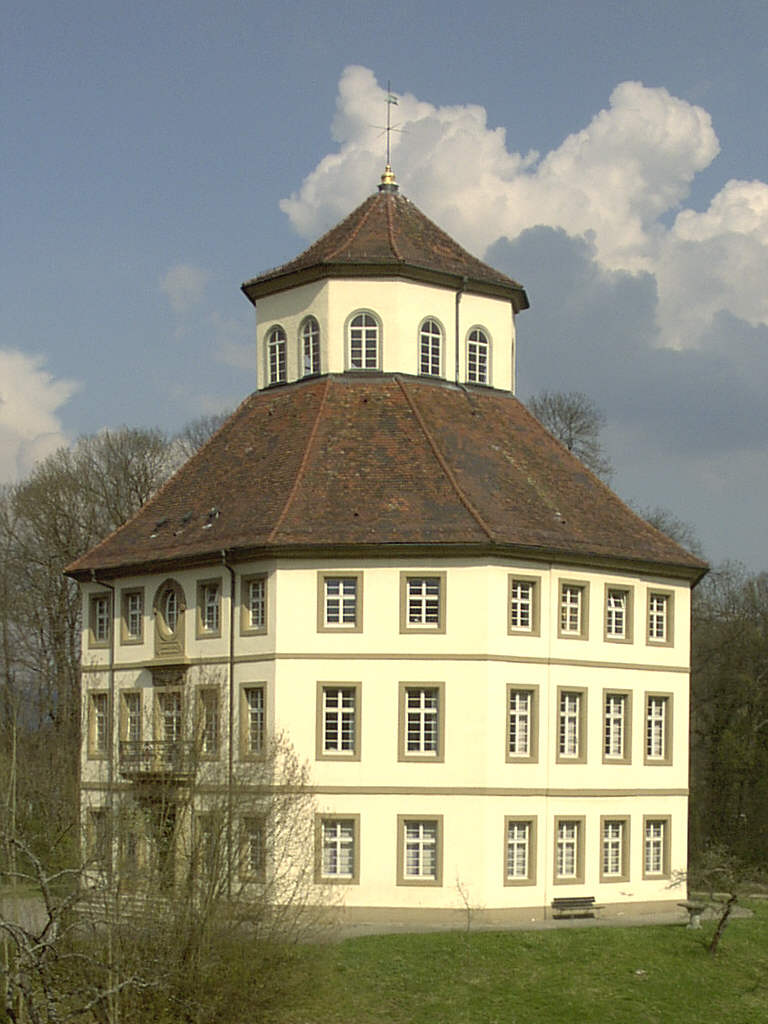
Das „gedehnte Achteck“ ist heute das Rathaus von Oppenweiler

- 1778 kaufte er das Haus am Fischmarkt 4, die „alte Dechanei“, und baute es zu seinem Wohnhaus im Louis-seize-Stil um. Dieses Haus steht heute unter Denkmalschutz.[11][12]
- 1782 nahm er als Architekt den Umbau des alten Wasserschlosses in Oppenweiler (Rems-Murr-Kreis) in die Hände. Er hatte die ungewöhnliche Idee, es zu einem achteckigen Gebäude umzugestalten.[13]
- 1785 organisierte er die nötigen Umbauten für die Verlegung der Universitätsbibliotheksräume innerhalb der Alten Universität in Heidelberg. 1786 war er Verantwortlicher bei den Restaurierungsarbeiten in der heutigen Alten Aula der Universität Heidelberg[14]
- 1787 und 1788 leitete Traitteur die Bauarbeiten zur Beseitigung der Rheininsel Ceylon, welche die Kurpfalz als Bedrohung der Stadt Germersheim ansah. Dabei unterbreitete er Kurfürst Karl Theodor weitergehende Pläne zur Begradigung des Rheins im Raum Germersheim.[15]
- 1799 kaufte er das Gelände des ehemaligen kurfürstlichen Bau- und Holzhofs am Neckarufer beim Zeughaus[16] und legte dort einen Obstgarten an.[17]
- 1804 kaufte er das ehemalige Jesuitengymnasium in der Schulgasse 6 in Heidelberg, baute es um und nutzte es als Salzspeicher, Wohnhaus und Theater. Aus dieser Zeit stammt das Zwischengeschoss zwischen Erd- und erstem Obergeschoss. Ab 1828/1829 beherbergte das Gebäude die Universitätsbibliothek,[18] nachdem es 1827 von seiner Frau an die Universität verkauft worden war. Heute ist dort das Philosophische Seminar der Universität angesiedelt.
- Die Festung Philippsburg setzt er nach deren Zerstörung wieder instand.

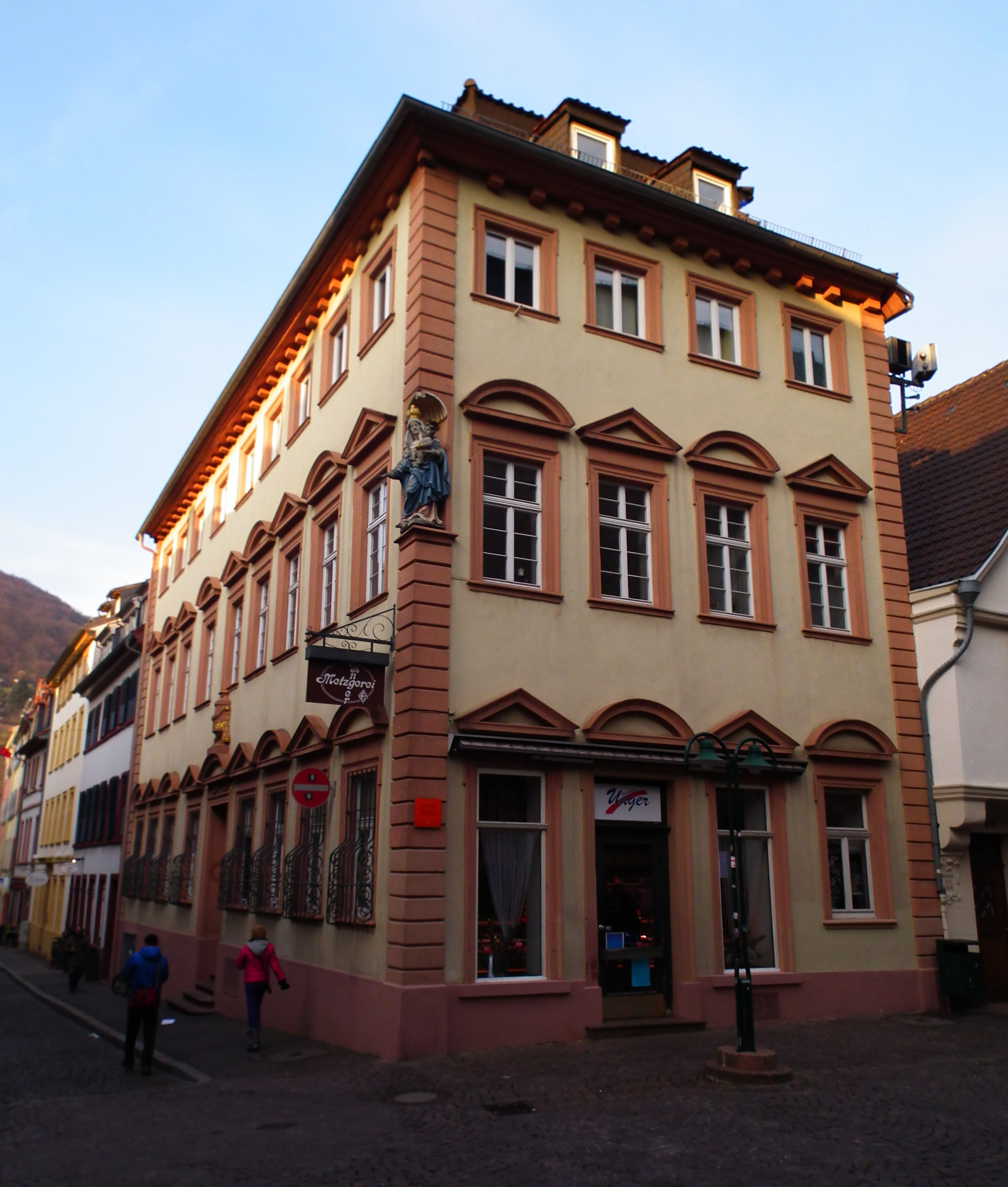
Traitteurs Wohnhaus am Fischmarkt 4 in der Heidelberger Altstadt
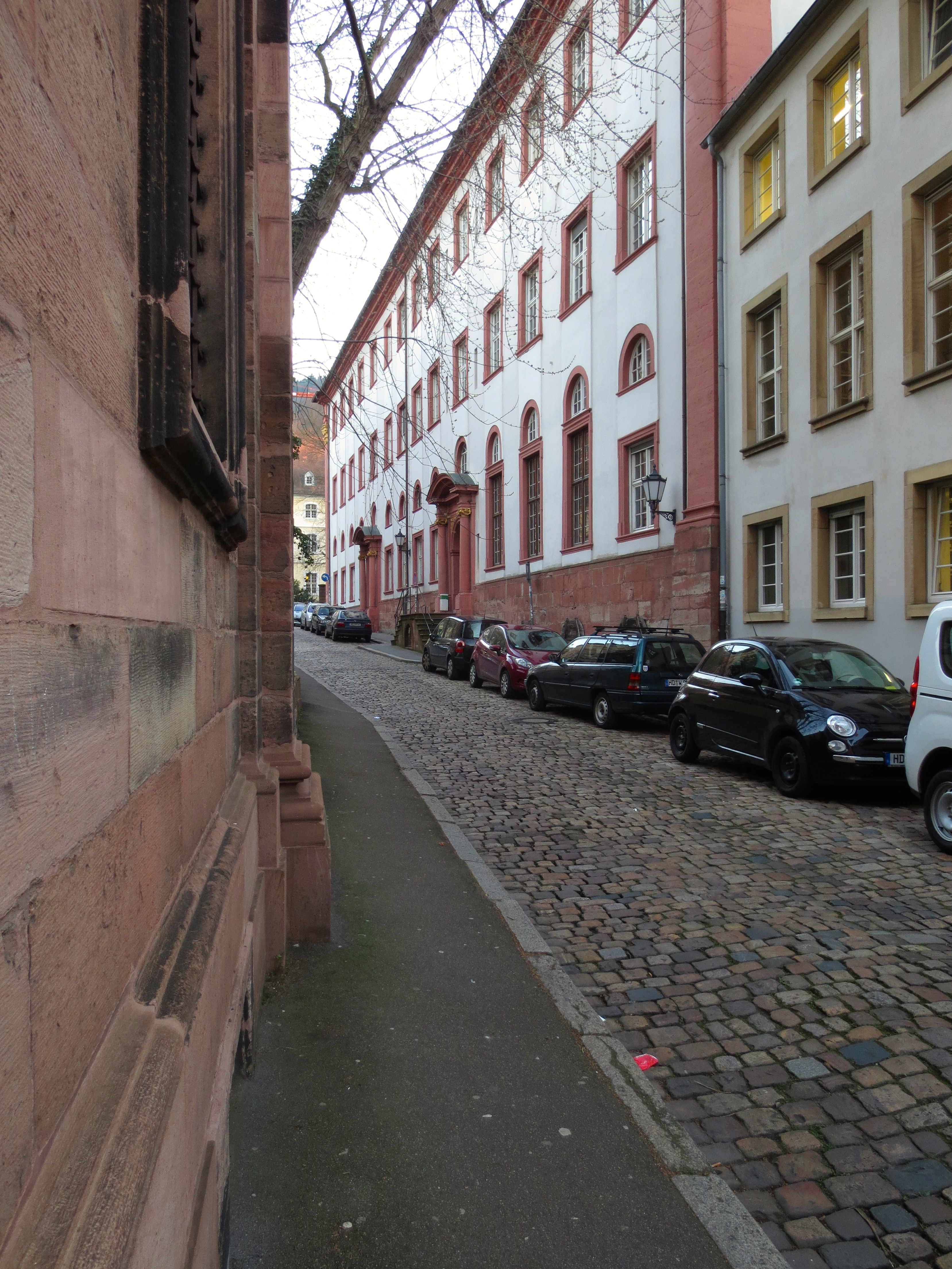
In der Bildmitte das ehemalige Jesuitengymnasium in der Schulgasse 6 in Heidelberg

### Bau der Wasserleitung von Rohrbach nach Mannheim

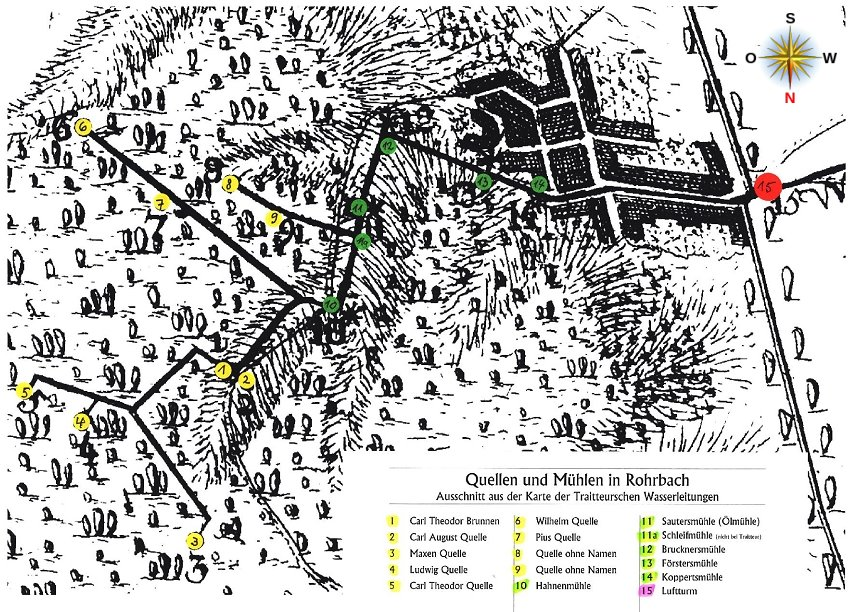
Fassung der Quellen in Rohrbach (Heidelberg)

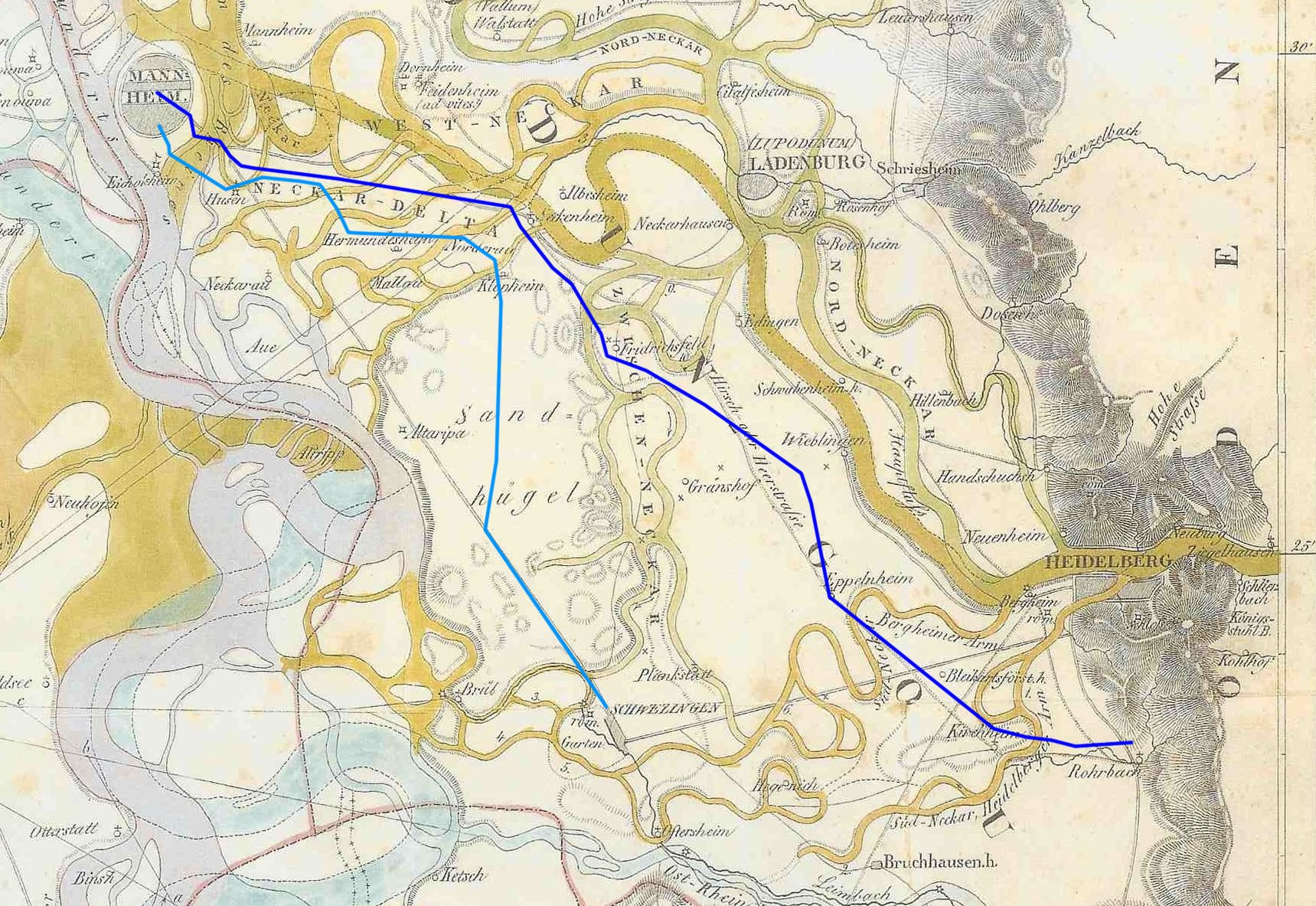
Lageplan der vorgesehenen Wasserleitung (dunkelblau), sowie der Ableitung des Leimbaches für die Festungsgräben (hellblau).
(angedeuteter Verlauf nach der „Special Karte“ Traitteurs, um 1790)

Nach über 110 Jahren wurde endlich der Entschluss gefasst eine Frischwasserleitung nach Mannheim zu bauen. Viele Jahre zuvor wurden über 20.000 fl. (Gulden) für Untersuchungen ausgegeben, jedoch ständige Widersprüche unter den Sachverständigen setzten den Hof außer Stand den erwünschten Endzweck zu erreichen. Mit Schreiben (Rescript) vom 19. Juli und dem 21. September 1790 erhielt v. Traitteur den Auftrag zur Planung und Ausführung der Arbeiten. Am 20. November 1790 hielt er in der Redoute (Festung) in Mannheim eine öffentliche Vorlesung, in der er der Bevölkerung einen Plan darstellte, um Mannheim mit Quellwasser aus Rohrbach durch eine Wasserleitung zu versorgen. Mit einem weiteren Schreiben vom 24. November und nochmals vom 16. Dezember 1790 wurden neue Forderungen zu den Bauausführungen gemacht, welche die Kosten durch erneute Überplanung und Erweiterungen erhöhten. Mit dem zweiten Vertrag (Contract) vom 1. März 1791 wurde eine Bausumme von 238.000 Gulden vereinbart. J.A. v. Traitteur sollte die ersten Kosten in Höhe von 90.000 Gulden vorschießen und diese dann von der Staatskasse zurückerhalten. Der Vertrag mit der Gemeinde Rohrbach zum Bau der Quellenfassung für diese Wasserleitung wurde am 2. Mai 1791 von Traitteur unterzeichnet.
Durch Missgunst, Streitigkeiten und Intrigen kam es immer wieder zu Verzögerungen und schließlich zum Baustillstand. Der ausgebrochene Erste Koalitionskrieg sorgte zudem für Geldmangel, sodass 1798 das Projekt nach fast achtjähriger Bauzeit eingestellt wurde. In einem Vergleichskontrakt vom 22. März 1798 wurden alle vorherigen Verträge aufgehoben. Eine Begleichung der von v. Traitteur vorgeschossenen Baukosten wurde aufgrund der fehlenden Unterschrift des Kurfürsten nicht getätigt. Am 13. März 1803 erschien in Mannheim eine anonyme Schrift „Die Rheinpfälzische Wasser-Leitungsgeschichte von Mannheim vom Jahr 1790 bis 1803“, in der Traitteur den Bau der Wasserleitung von Rohrbach nach Mannheim darstellte und die Machenschaften der kurpfälzischen bzw. pfalzbayerischen Regierung anprangerte, wobei er detailliert dokumentierte, wie ihm systematisch das Geld vorenthalten wurde, das er für den Bau der Wasserleitung von Rohrbach nach Mannheim vorgestreckt hatte. Es handelte sich dabei um ca. 100.000 Gulden. Nach 10-jährigem Rechtsstreit drückte er zum Schluss die Hoffnung aus, dass er (Zitat) „…aber von der Gerechtigkeitsliebe der theilenden Fürsten sicher erwarten darf, dass das an dem baaren Vorrath dieser Arréage allenfalls noch abgängige zu seiner endlichen Befriedigung entweder in Churpfälzischen Staats Papieren von gleichem Werth der seinigen oder in baarem Geld verhältnismäßig beigeschaffen werde“. Nach bisherigem Kenntnisstand hat Traitteur sein Geld nie bekommen. Erst in den 1880er Jahren wurden die Probleme der Wasserversorgung Mannheims durch den Bau des dortigen Wasserturms erneut angegangen.
Bei Grabungsarbeiten im Dezember 2013 stieß man in vier Meter Tiefe in Eppelheim und im benachbarten Heidelberger Stadtteil Pfaffengrund auf Teilstücke der aus Odenwälder Buntsandstein gemauerten Traitteur-Wasserleitung.

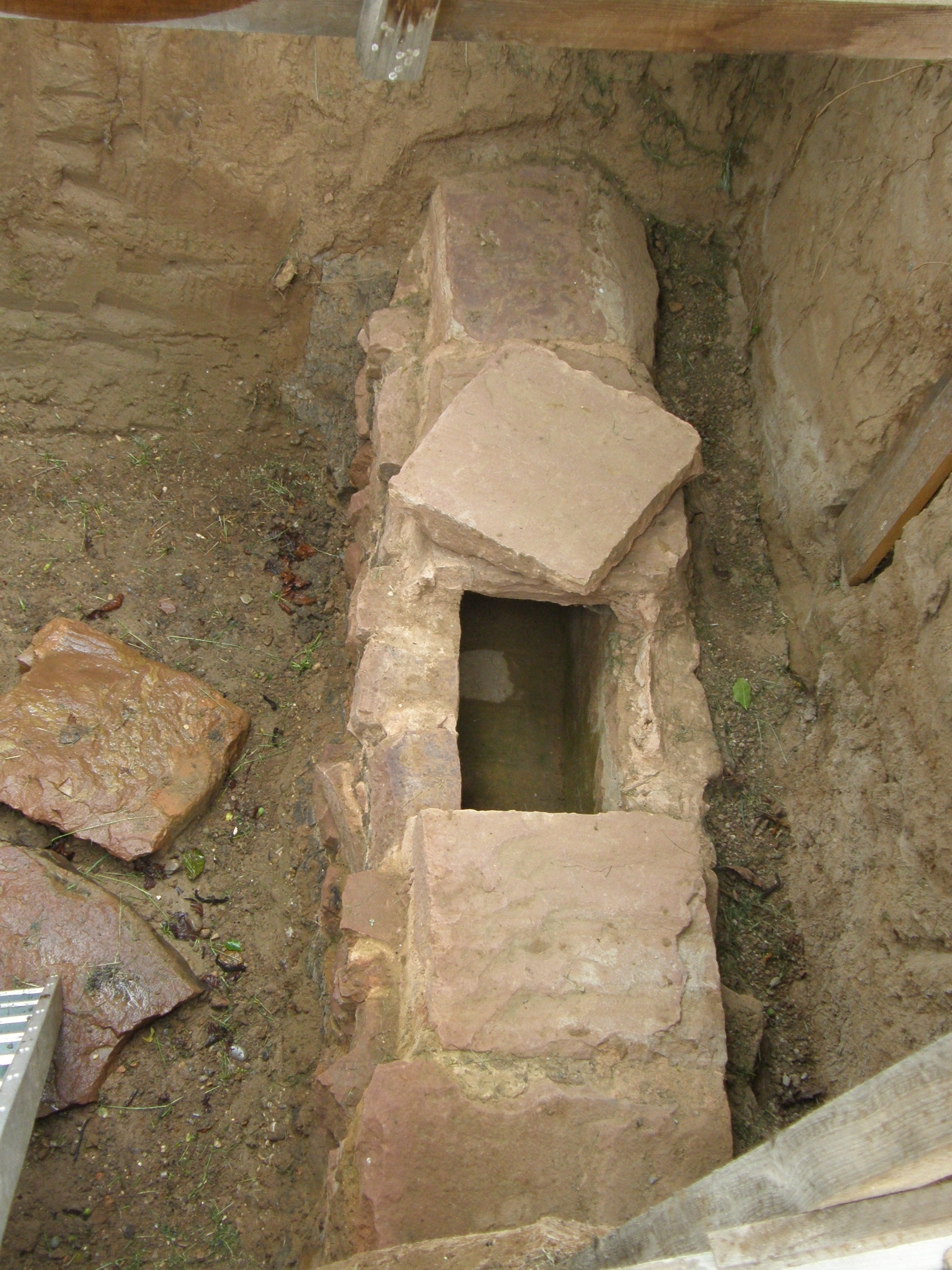
Sicht auf die in ca. 3 m Tiefe liegende Traitteur-Wasserleitung in Eppelheim
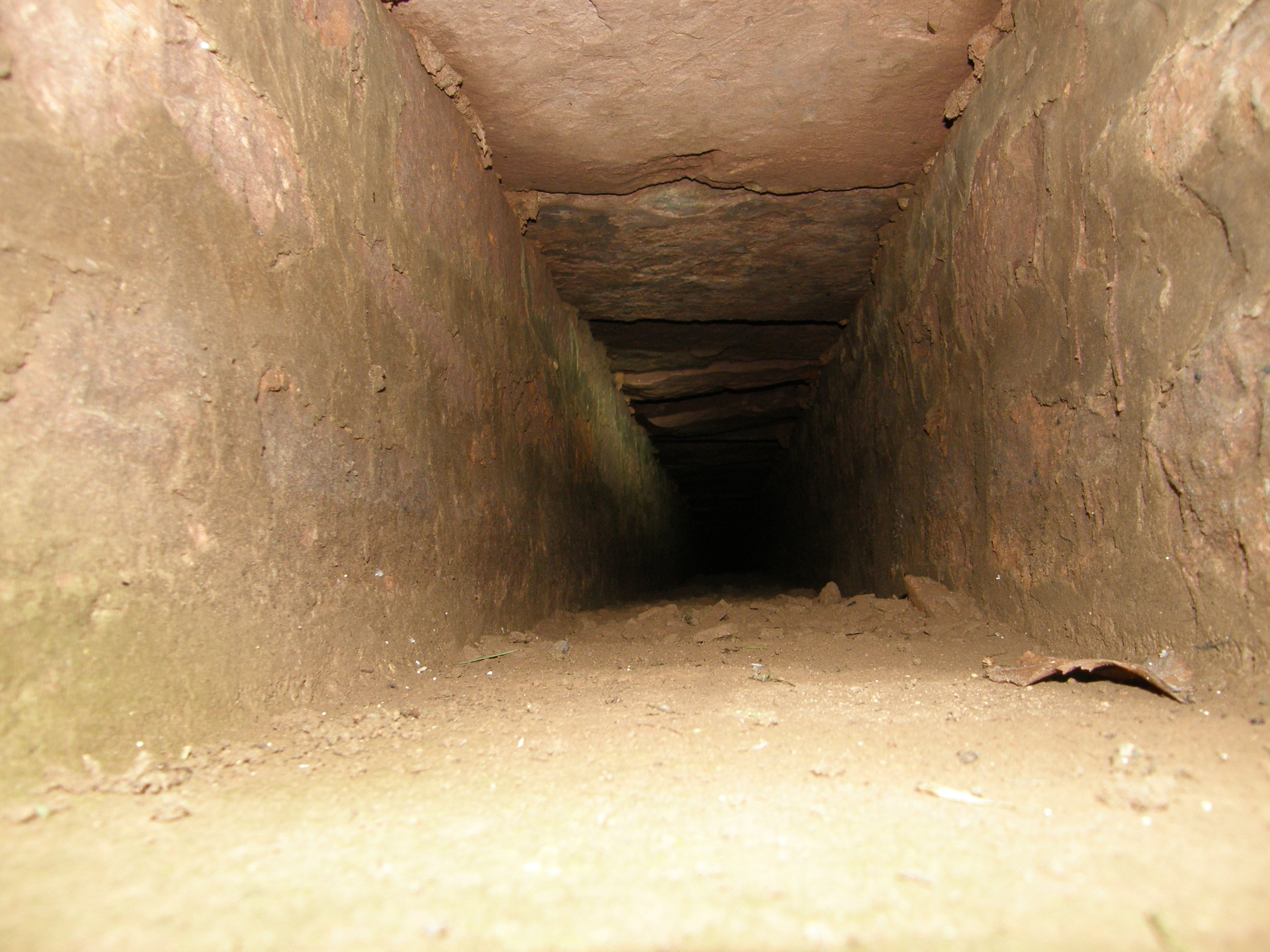
Quadratischer Innenquerschnitt der Wasserleitung in Eppelheim, 35 × 35 cm
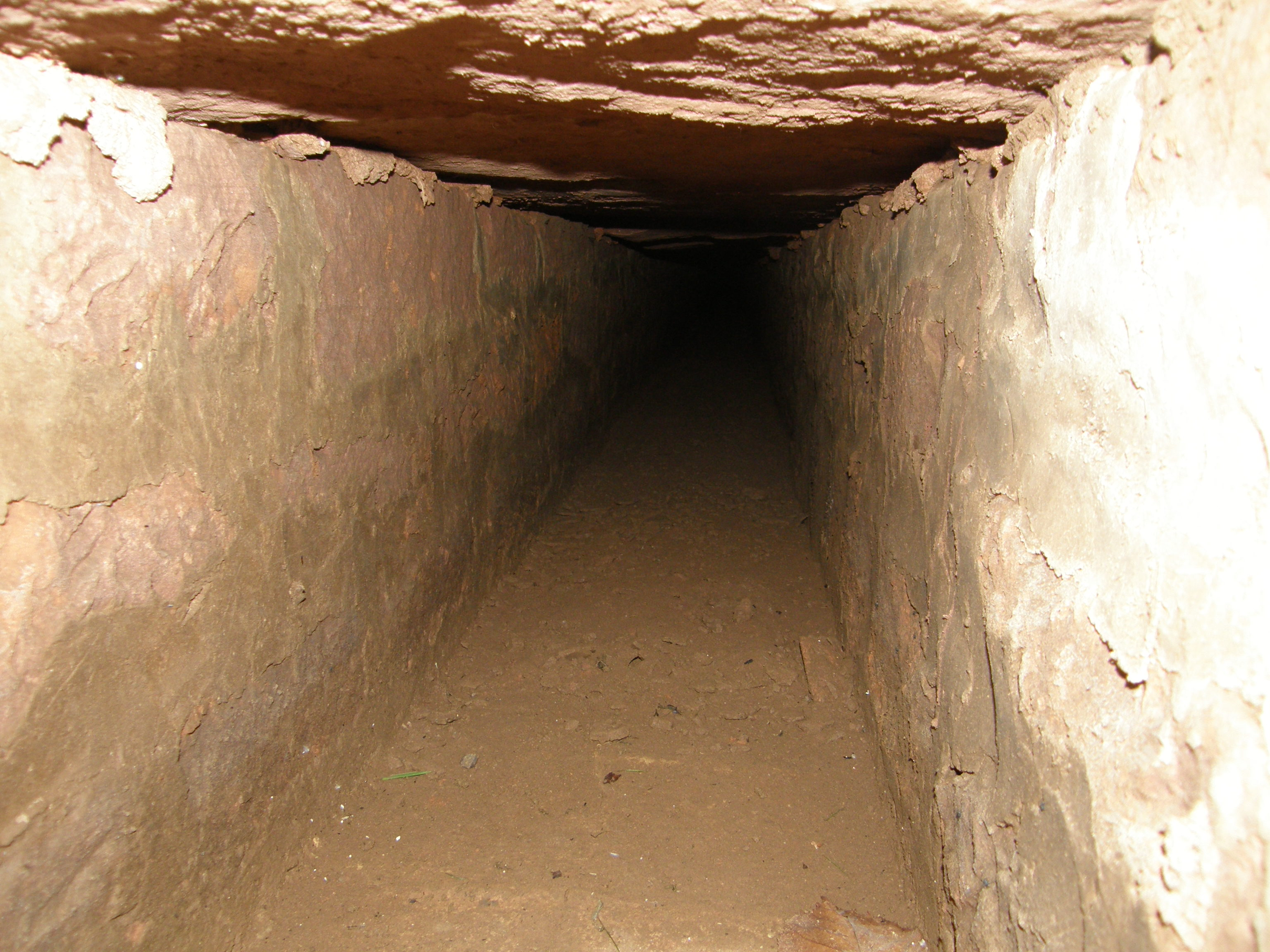
Traitteur-Wasserleitung in Eppelheim, Blickrichtung nach Süden
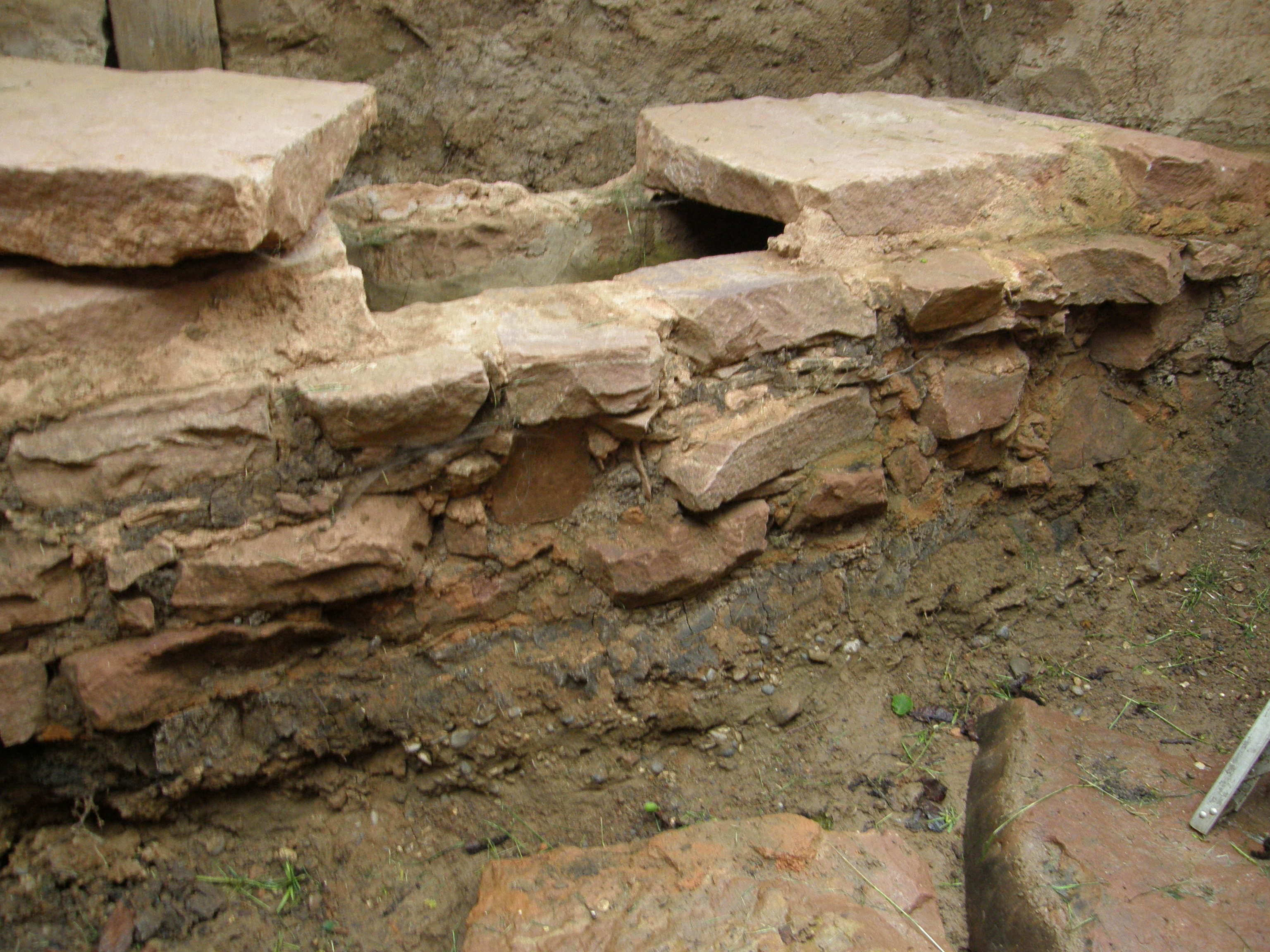
Seitenansicht der gemauerten Leitung in Eppelheim
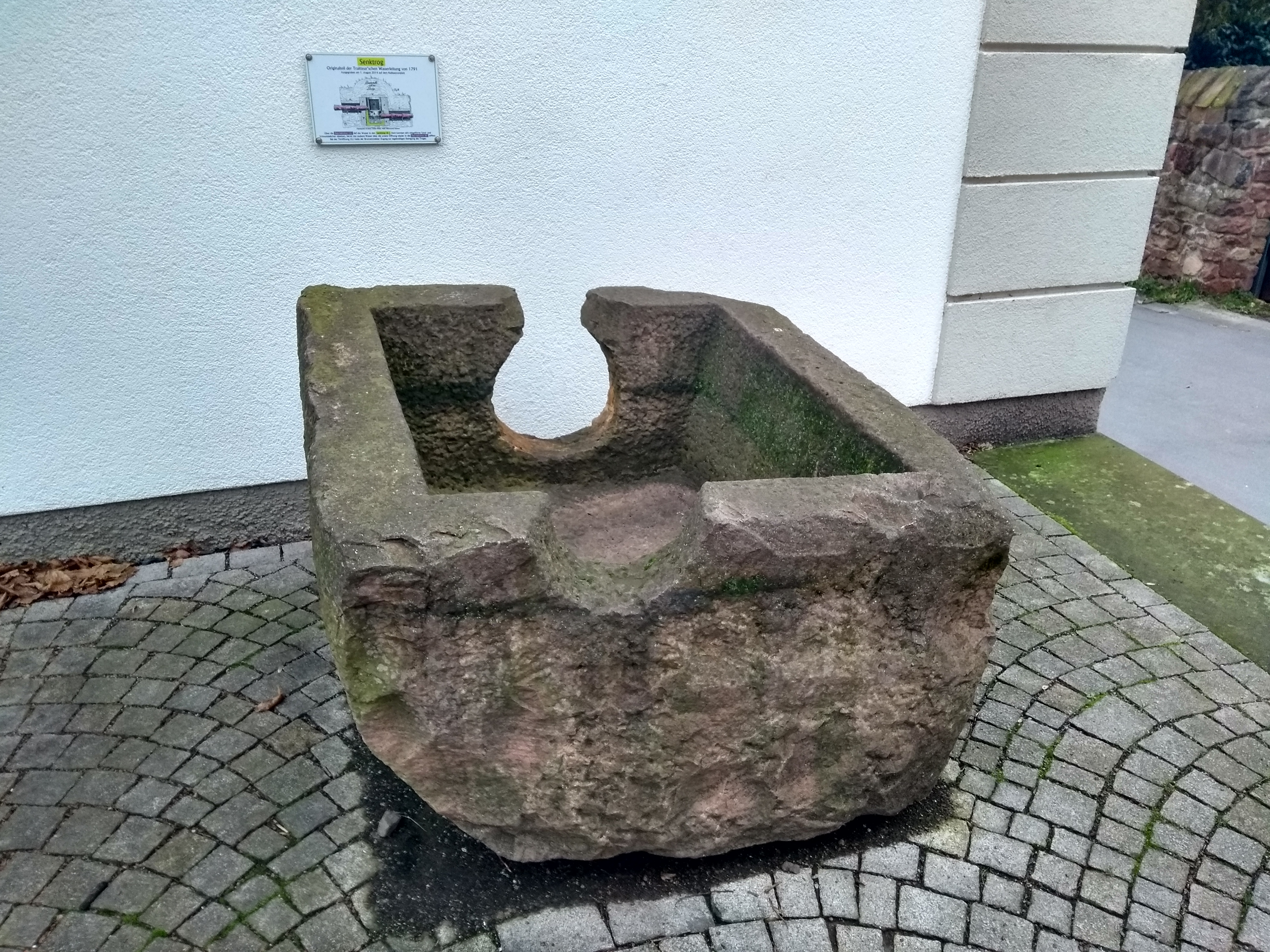
Senkkasten der Traitteur’schen Wasserleitung in Heidelberg-Rohrbach
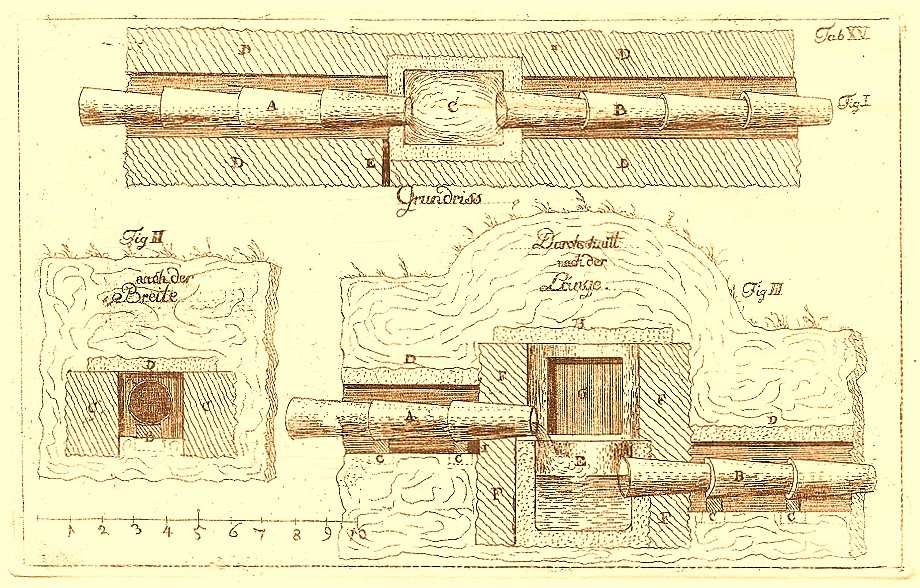
Grundriss der Wasserleitung mit Deichelröhren und Senkkasten

### Salinenbetreiber

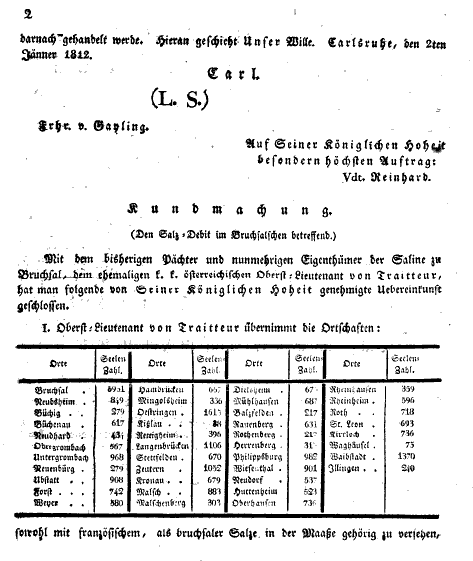
Bekanntmachung mit der Übernahme des Salz-Debit am 2. Januar 1812 durch J.A. v. Traitteur

Verschuldet und enttäuscht vom kurfürstlichen Hof, kehrte er Mannheim den Rücken zu und zog nach Bruchsal. Von 1799 an war er der Pächter der Bruchsaler Saline. Ebenso war er Erblehenträger der Fürstlich-Leiningenschen Saline in Mosbach. Auch diese Investitionen verliefen nicht glücklich. Am 9. November 1800 brachte ein Sturm über Bruchsal die Bischöflich Speyerische Saline zur Hälfte zum Einsturz. Der Schaden betrug etwa 66.000 Gulden. Um einer „regresslichen Klage auszuweichen“, zeigte die kurpfälzische Hofkammer Einsehen und zahlte Traitteur 28 Stück der seit Jahren willkürlich zurückgehaltenen Staats-Obligationen aus. Der weitaus größere Teil seines zurückbehaltenen Eigentums blieb aber weiterhin in Händen des Fiskus.
1807 erwarb er die Mosbacher Saline und 1812 ging die Bruchsaler Saline vom badischen Staat für 20.0000 Gulden in seinen Besitz über. Für deren Erhalt musste er weiterhin noch große Summen investieren. Die jährliche Salzproduktion wurde mit 4.000 Zentnern für jede Saline angegeben.
Die Sole wurde von der Ubstadter Solequelle über zwei vierstöckige Gradierwerke mit jeweils vier übereinanderstehenden Pumpen in einen Solehochbehälter gepumpt und gelangte mit Deicheln aus Forlenholz über das Ubstadter- und Bruchsaler Bruch bis nach Bruchsal. Der Kraichbach diente zum Antrieb dieser Pumpen. Die Konstruktion war störanfällig und konnte nur in den wärmeren sechs bis acht Monaten im Jahr betrieben werden. Die am Kraichbach anliegenden Müller stauten das Wasser für ihre Zwecke, sodass es in der Folge für die Pumpen nicht mehr ausreichte und diese zum Stillstand kamen. Dies führte bereits ab 1800 zu erbitterten Streitereien zwischen den Müllern und dem Salinenbetreiber. Nach zwölfjährigem Besitz musste er 1824 die Salzgewinnung aus beiden Salinen wegen Unrentabilität einstellen. Der Grund hierfür lag neben der geringen Salzkonzentration (< 2 %) unter anderem auch im gestiegenen Brennholzpreis. Holländische Holzhändler tätigten um 1810 in immer größerem Maße Holzaufkäufe. Die Saline befand sich zudem noch in Konkurrenz mit den 1824 in Betrieb genommenen Staatssalinen in Rappenau und der Saline in Dürrheim.

## Ehrungen
Traitteur trug die Titel eines Freiherrn und seit 1803 eines Kaiserlichen Hauptmanns. Am 9. April 1824 wurde er in Rom durch Papst Leo XII. zum „Comes Romanus (primogen)“ ernannt. Seine Witwe und seine Töchter wurden vom Land Baden als Gräfinnen von Traitteur-Brauneberg anerkannt.

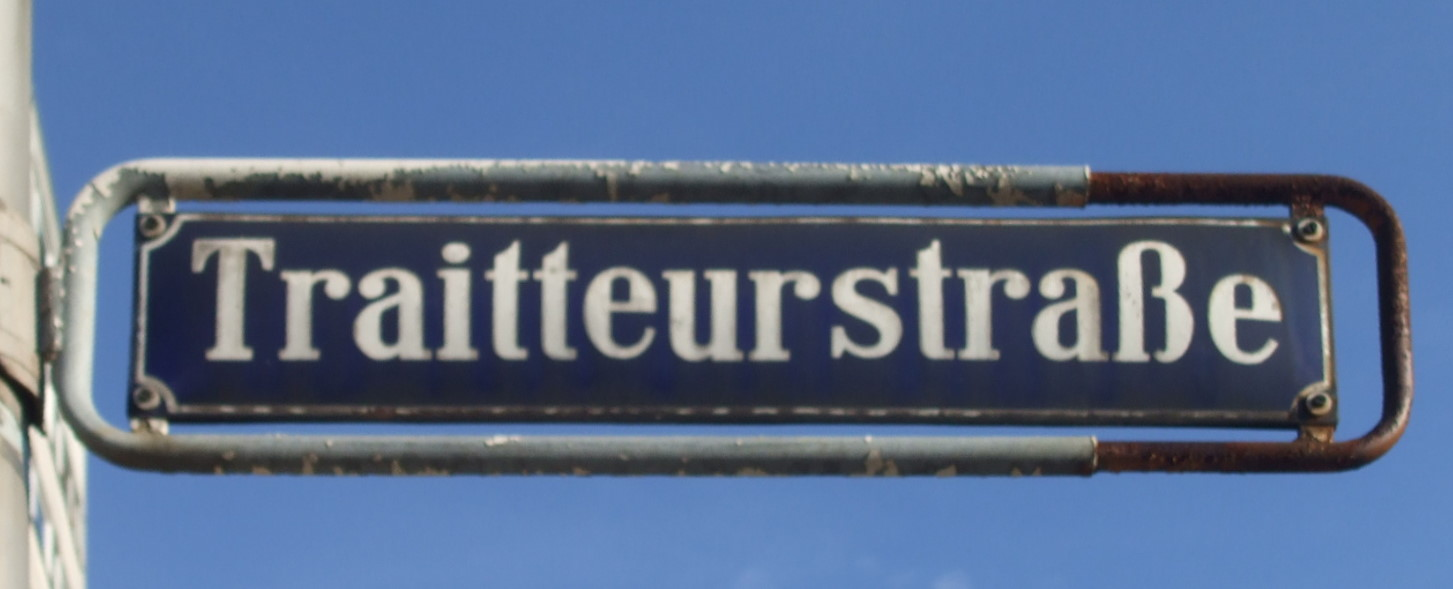
Straßenschild der Traitteurstraße in Mannheim

Die Stadt Mannheim ehrte ihn sowie seinen Bruder, den Hofbibliothekar Karl Theodor von Traitteur, und seinen Neffen, dem Brückenbaumeister Wilhelm von Traitteur, mit der Traitteurstraße in der Mannheimer Oststadt.

## Schriften
- Nachricht an die Einwohner der Stadt Heidelberg über die gefährliche Lage des Eises an der Neckerbrücke […]. Johann Baptista Wiesen, Heidelberg 1784 (Digitalisat).
- Nachricht an die Einwohner der Stadt Mannheim über die von Sr. Churfürstlichen Durchlaucht gnädigst genehmigte Leitung gesunden Quellwassers […]. Heidelberg 1790 (Digitalisat).
- Landau die französische Festung kann durch Inundation mit wenig Kosten in kurzer Zeit eingenommen werden. Ohne Ort 1793 (Digitalisat).
- Die Wasserleitungen von Mannheim. Mannheim 1798 (Digitalisat).
- Geschichte der Wasserleitung vom Gebürg bei Rohrbach nach Mannheim. Mannheim 1798 (Digitalisat).